# Richtersiidae
Richtersiidae là một họ của ngành tardigrada thuộc về bộ Parachaela.

## Chi:[1]
- Adorybiotus Maucci & Ramazzotti, 1981
- Diaforobiotus Guidetti, Rebecchi, Bertolani, Jönsson, Kristensen & Cesari, 2016
- Richtersius Pilato & Binda, 1989